# L'agguato (film 1959)
L'agguato (The Trap) è un film del 1959 diretto da Norman Panama.

## Trama
Ralph Anderson, avvocato del famigerato boss della mafia Manulescu intenzionato a fuggire dagli Stati Uniti, viene obbligato da questi ad accompagnarlo in un piccolo centro nel deserto, da cui intende raggiungere il Messico con un piccolo aereo da turismo. Lloyd Anderson, sceriffo padre di Ralph e del vicesceriffo Rip, viene ucciso dagli scagnozzi del boss mentre tenta di impedirgli la partenza; Ralph con l'aiuto del fratello cattura il boss, ma la cittadina è accerchiata dai malviventi, che hanno bloccato le linee telefoniche e gli ingressi stradali; pertanto si vede costretto a tentare di trasportarlo alla città più vicina. 
I vecchi dissapori fra i due fratelli emergono, anche a causa dell'amore che entrambi provano per Linda, un tempo fidanzata di Ralph e ora moglie infelice di Rip che è stata rapita e coinvolta nella vicenda. Rip, dapprima tentato dalla mazzetta che Manulescu gli offre per lasciarlo fuggire e accecato dalla gelosia che nutre verso il fratello, rinsavisce e salva a proprie spese la vita a Ralph che viene ferito, ma prosegue stoicamente la propria rocambolesca corsa nel deserto per impedire a tutti i costi la fuga del boss. In un estremo tentativo, Ralph lancia la sua auto contro l'aereo di Manolescu che si rovescia e si incendia, poi torna indietro per recuperare Linda e la salma di suo fratello Rip.

## Produzione
Il film fu prodotto dalla Paramount Pictures e dalla Heath Productions.

## Distribuzione
Distribuito dalla Paramount Pictures, il film uscì a New York il 28 gennaio 1959 con il titolo originale The Trap. Ebbe una distribuzione internazionale: in Finlandia uscì con il titolo Erämaan ansa il 7 agosto 1959; in Svezia il 2 novembre 1959 con il titolo Döden gillrar fällan. In Austria e Germania, venne chiamato Die Falle von Tula (uscì nella Germania Ovest il 28 agosto 1959, in Austria nel dicembre dello stesso anno).